# Manfred Ulbricht
Manfred Ulbricht (Zetteritz, 9 de septiembre de 1947) es un deportista de la RDA que compitió en ciclismo en la modalidad de pista. Ganó una medalla de plata en el Campeonato Mundial de Ciclismo en Pista de 1970, en la prueba de persecución por equipos.

## Medallero internacional
| Campeonato Mundial | Campeonato Mundial      | Campeonato Mundial | Campeonato Mundial          |
| Año                | Lugar                   | Medalla            | Competición                 |
| ------------------ | ----------------------- | ------------------ | --------------------------- |
| 1970               | Leicester (Reino Unido) | Medalla de plata   | Persecución por equipos (A) |